# Real Sitio de San Ildefonso
Real Sitio de San Ildefonso (auch: La Granja) ist eine Gemeinde in der spanischen Provinz Segovia. Sie liegt im Süden der Autonomen Region Kastilien und León, an der Nordwestabdachung der Sierra de Guadarrama. Sie hat 5.205 Einwohner (Stand: 2024). Zur Gemeinde gehören neben dem Hauptort San Ildefonso (oder La Granja) die Ortschaften Riofrío, Valsaín, und La Pradera de Navalhorno.

## Geographie
Real Sitio de San Ildefonso liegt etwa zehn Kilometer südöstlich vom Stadtzentrum von Segovia in einer Höhe von ca. 1195 m und im Parque natural de Peñalara. Der Río Eresma, in den hier der Río de Cambranes mündet, wird hier zur Embalse del Pontón Alto aufgestaut. 
Real Sitio de San Ildefonso liegt innerhalb der Zone des kontinentalen mediterranen Klimas. 

## Bevölkerungsentwicklung
| Jahr      | 1970 | 1981 | 1991 | 2001 | 2011 | 2021 |
| Einwohner | 4164 | 4588 | 4908 | 5127 | 5698 | 5237 |

## Sehenswürdigkeiten
- Marienkirche (Iglesia de Nuestra Señora del Rosario)
- Kirche Maria Dolorosa (Iglesia de Nuestra Señora de los Dolores)
- Kirche Pius XII.
- Johannes-Nepomuk-Kirche
- königlicher Palast mit den Gartenanlagen
- Real Fábrica de Cristales de La Granja, königliche Glasmanufaktur (heute: Museo del Vidrio Segovia)
- Ruinen des Palacio de Valsaín

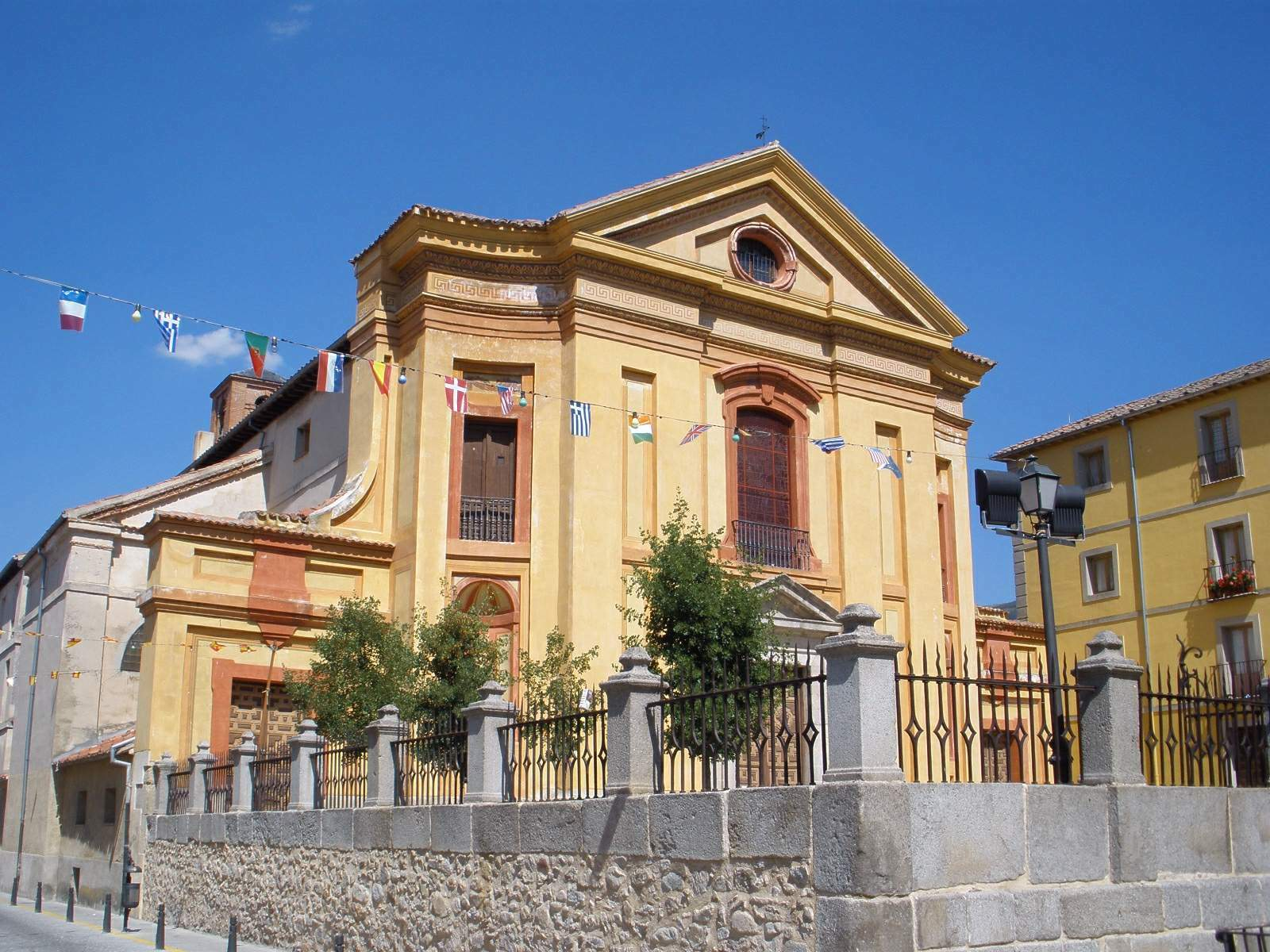
Marienkirche
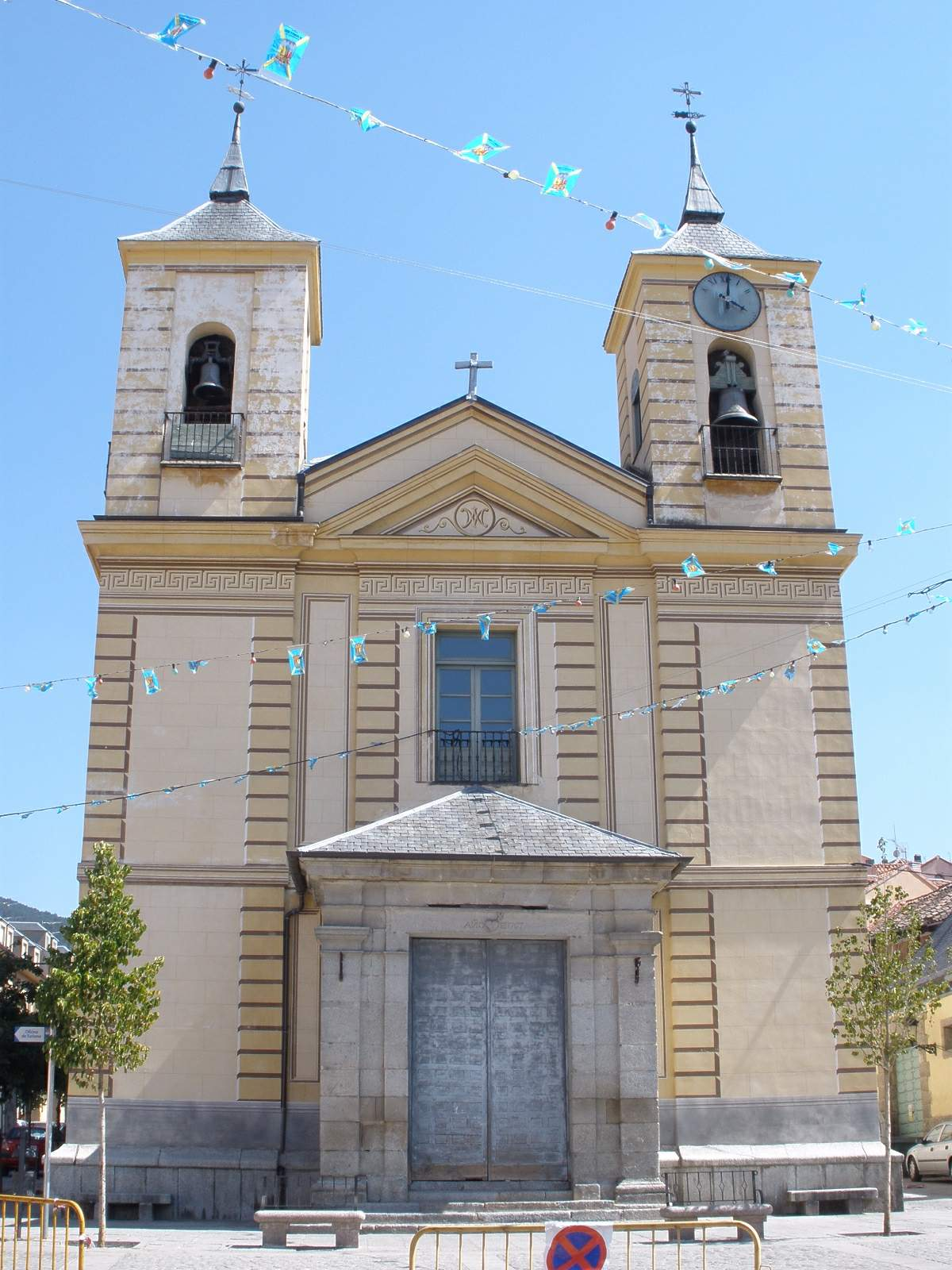
Kirche Maria Dolorosa
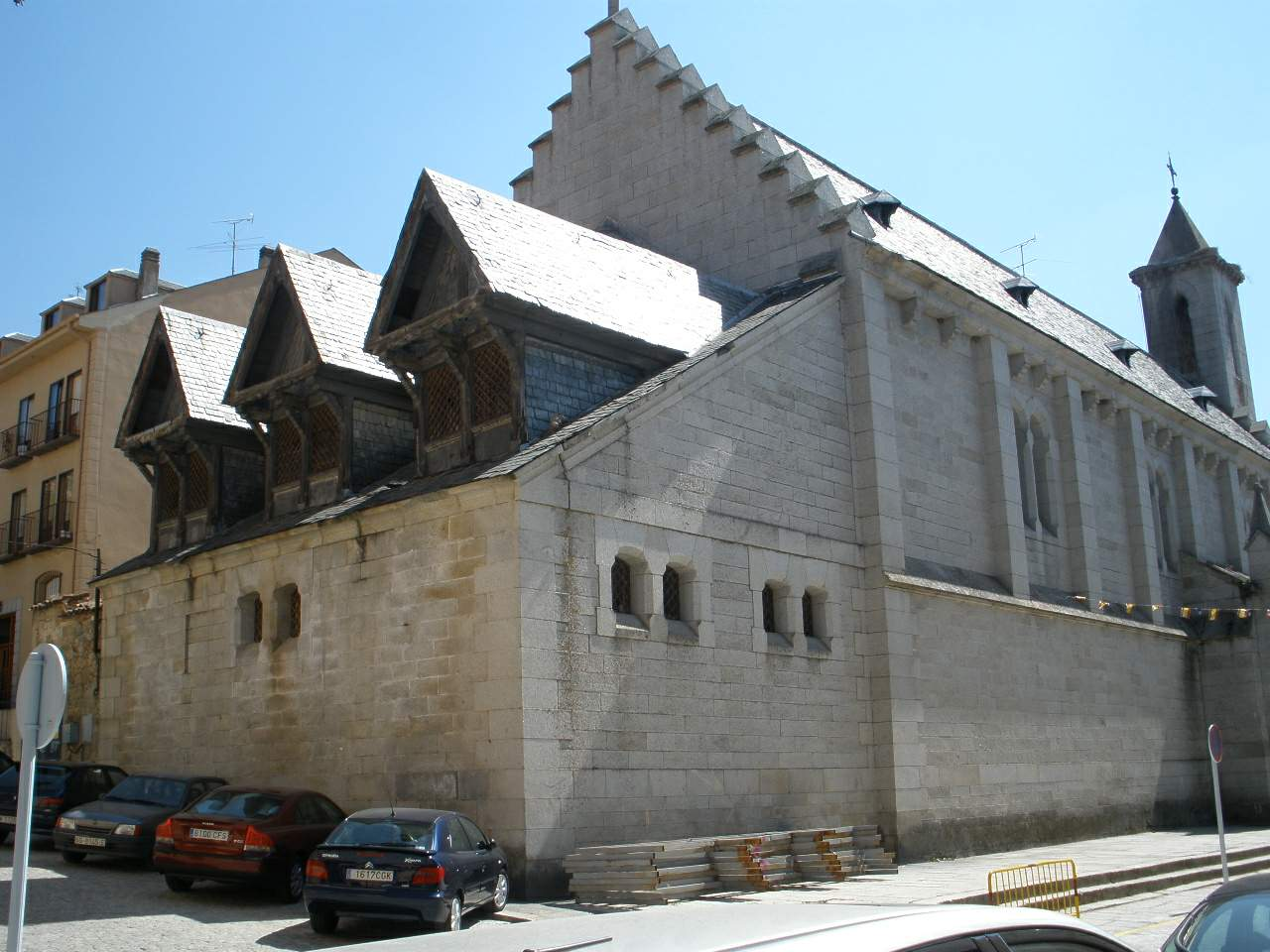
Kirche Pius XII.
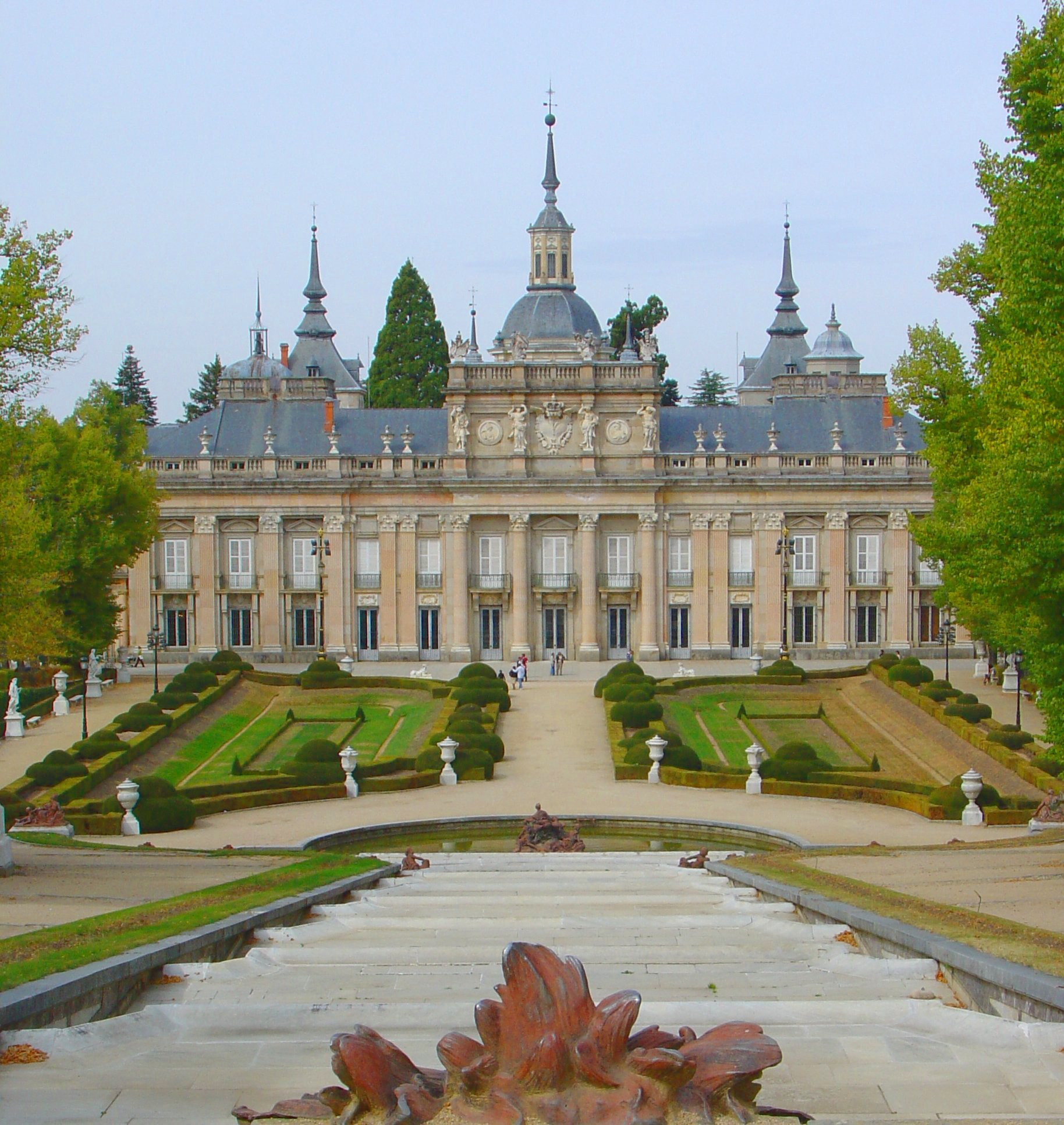
Königlicher Palast